# アイウォ地区
アイウォ（英語: Aiwo）は、ナウルの行政区のひとつ。アイウェ（Aiue）とも呼ばれる。旧称は、ヤンゴール（Yangor）。

## 概要
同国西部に位置し、ナウル経済の中心地である。

## 産業
ナウル・リン鉱石会社が運営する工場施設が集中している。リン鉱石の積荷を行う延長ブリッジ（カンティレバー）が設置されているが、全盛期に比べて稼働率が減少している。
漁港が整備され、国の漁業の中心基地である。

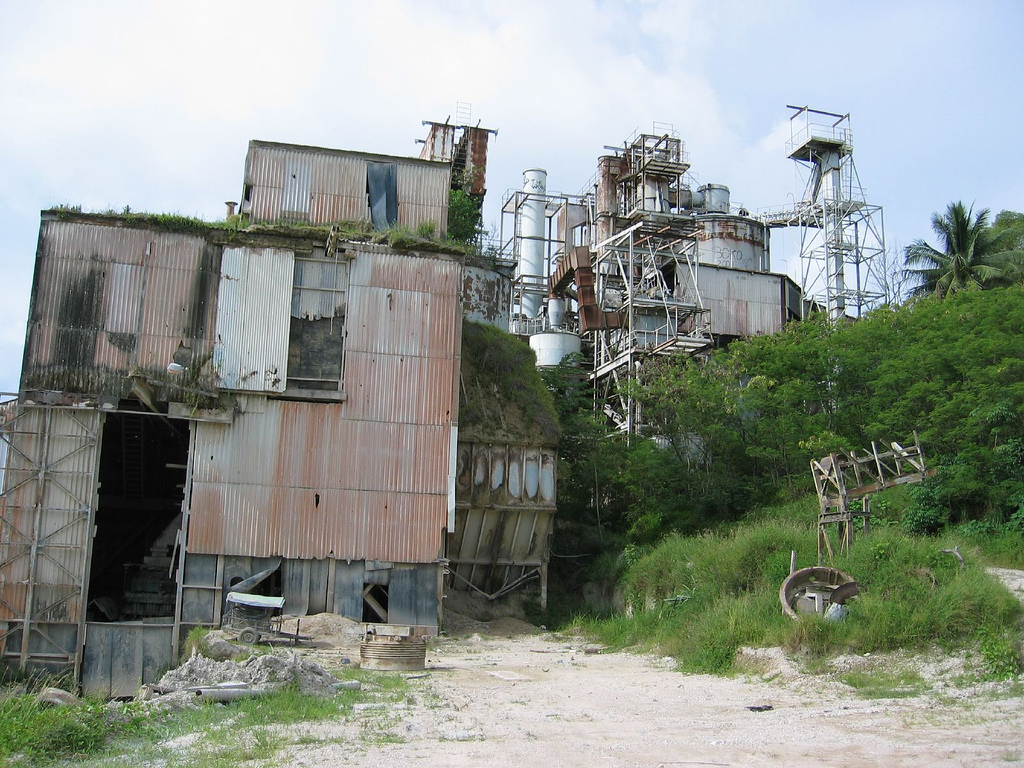
リン鉱石加工工場
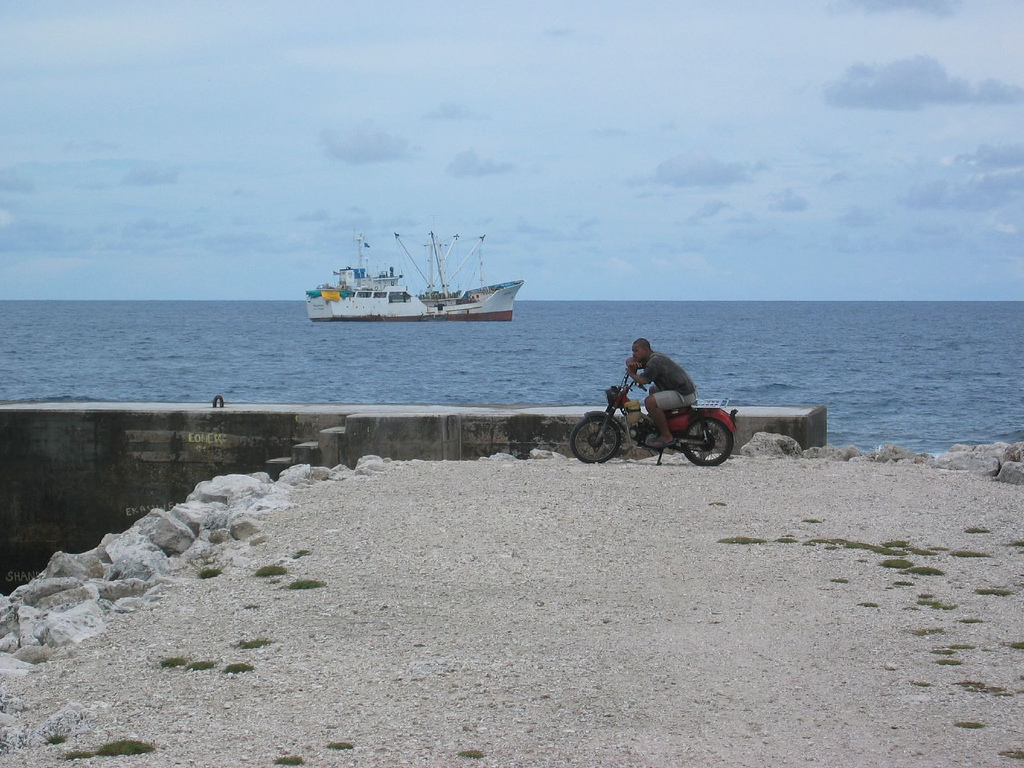
漁港

## 対外関係

### 大使館
- 中華民国大使館[1]

## 交通
鉱石を搬送する貨物線がかつて設置されていた。しかし旅客用ではなく、市内は車か自転車、スクーターで移動する。レンタカーは無いが、ホテルの車を借りることができる。

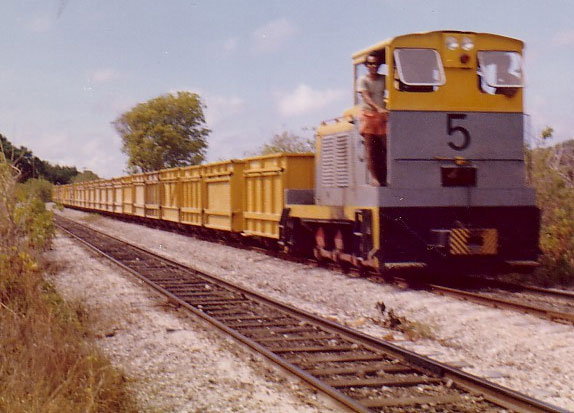
ナウル貨物線

## 観光
隣接するブアダ地区にかけてリン鉱石採掘跡があるほか、沿岸部のカンティレバーなども見ることができる。また中心部の市民センター内に郵便局でナウルの切手が購入できる。また、台湾との外交関係から台湾人居住地を中心にチャイナタウンが構築されている。
また、国内に2軒あるホテルのひとつであるオドゥン・アイウォ・ホテルがある。

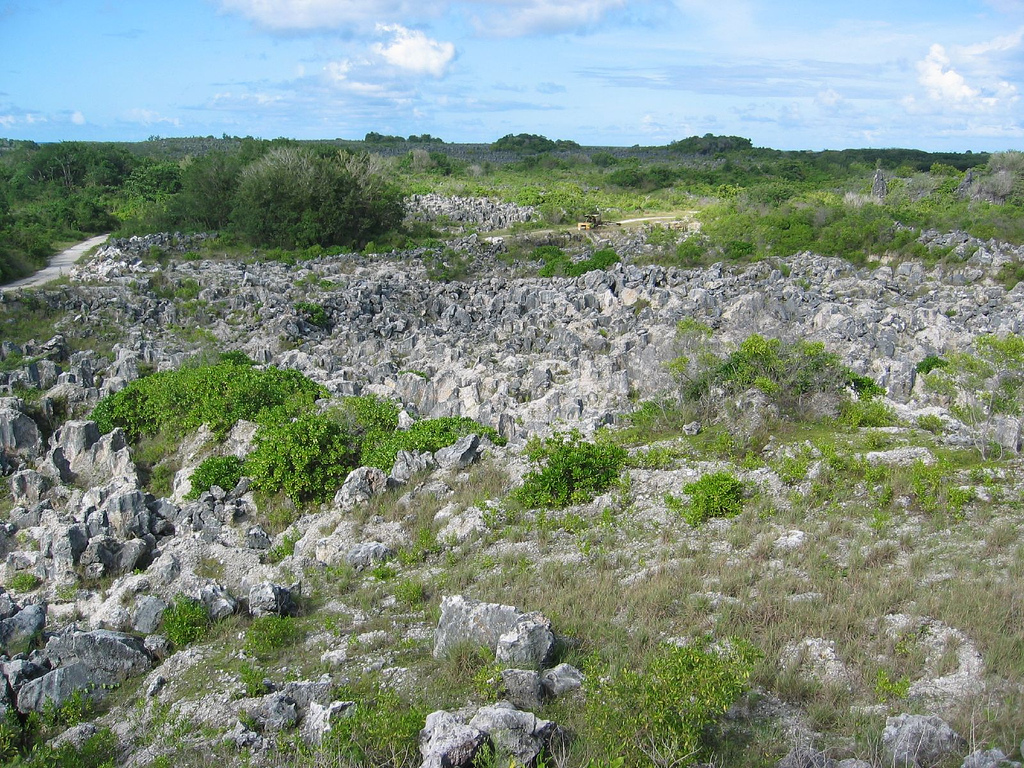
リン鉱石採掘跡
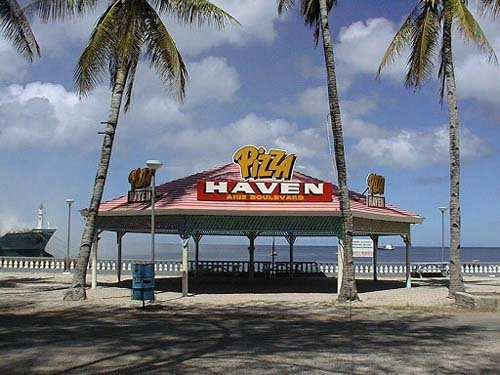
ピザ屋